# Аква-Акпа
Аква-Акпа  — африканське місто-держава на березі Гвінейської затоки, що існувала з XV ст. Була важливим центром торгівлі. 1884 року стада частиною британського протекторату Нігерський берег. У європейців відоме як Калабар (або Старий Калабар).

## Історія
Спочатку Аква-Акпа було засновано як поселення оболо — субгрупи народу ефік. В подальшому перетворилося на місцечко. У 1480-х роках тут побував португальський мореплавець Діогу Кан, який поселення та річку назвав Калабар. Причини цього достеменно невідомі. Місто утворилося близько 1600 року. Як держава вперше згадується у 1650 році.
Збільшення ваги серед інших міст Гвінейської затоки починає зростати з кінця XVIII ст. До середини XIX століття правителі Аква-Акпи не дозволяли європейцям створювати свої поселення на річці Калабар.
1842 року під тиском Великої Британії було заборонено работоргівлю. 1847 року британці намагалися переконати запровадити одноосібну монархію, проет наразилися на спротив. 1850 року в Аква-Акпі було заборонено приносити людські жертви. 1884 року без спртив було встановлено британський проеткторат. місто стало центром колонії Нігерський берег. При цьому роль правителів міста звелася до церемоніальних дій.

## Устрій
Держава являла собою спадкову монархію у формі дуумвірату. Місто було розділено річкою Калабар на Ікот Ітунко (британці називали його «Крік-Таун») і Ібоку Атапка («Дюк-Таун»). В кожному була своя правляча династія. Рішення щодо торгівельний та політичних угод ухвалювалися обома правителями.

## Економіка
Основу становила торгівля, частково рибальство і землеробство. Вже в XVI столітті — важливий порт на західноафриканському узбережжі. Одним з основних товарів, які вивозили з Аква-Акпи, була пальмова олія, а пізніше (з XVII століття) їм стали раби. Рабів закуповували у внутрішніх районах нинішньої Нігерії та обмінювали в Аква-Акпі на європейські товари. Починаючи з кінця XVII століття Аква-Акпа стає найбільшим ринком рабів у Африці. Через це місто-порт проходили від 1/4 до 1/3 всіх рабів, відправлених до Америки. Після 1808 року, коли Велика Британія, заборонила работоргівлю обсяги через Аква-Акпу ще збільшилися, оскільки її конкуренти постраждали. Лише у 1842 році тут забороняється работоргівля.
Стає важливим важливим портом для доставки слонової кістки, деревини, бджолиного воску та пальмової олії та ядра.

## Культура
Правителі і представники аристократії багато перейняли від європейських купців і моряків — вони одягалися в європейський одяг, жили в європейського типу дерев'яних будинках, закуповували в Європі інструменти та зброю. Багато хто з вищих верств народу ефік вже тоді володіли англійською мовою, а деякі навіть отримали шкільну освіту в Англії.
У 1846 році тут була заснована шотландськими пресвитеріанами місіонерська станція. Під її впливом значна частина населення прийняли християнство.